# Narodowe Zgromadzenie Ludowe (Gwinea Bissau)
Narodowe Zgromadzenie Ludowe Gwinei Bissau (port. Assembleia Nacional Popular da Guiné-Bissau) – jednoizbowy parlament Gwinei Bissau, główny organ władzy ustawodawczej w tym kraju. Składa się ze 102 członków wybieranych na pięcioletnią kadencję. 100 miejsc przeznaczonych jest dla reprezentantów obywateli zamieszkałych na terenie kraju. O ich obsadzie decydują wybory przeprowadzane z zastosowaniem ordynacji proporcjonalnej. Dwa miejsca zarezerwowane są dla przedstawicieli diaspory, jednakże w ostatnich kadencjach pozostają nieobsadzone.

## Bibliografia

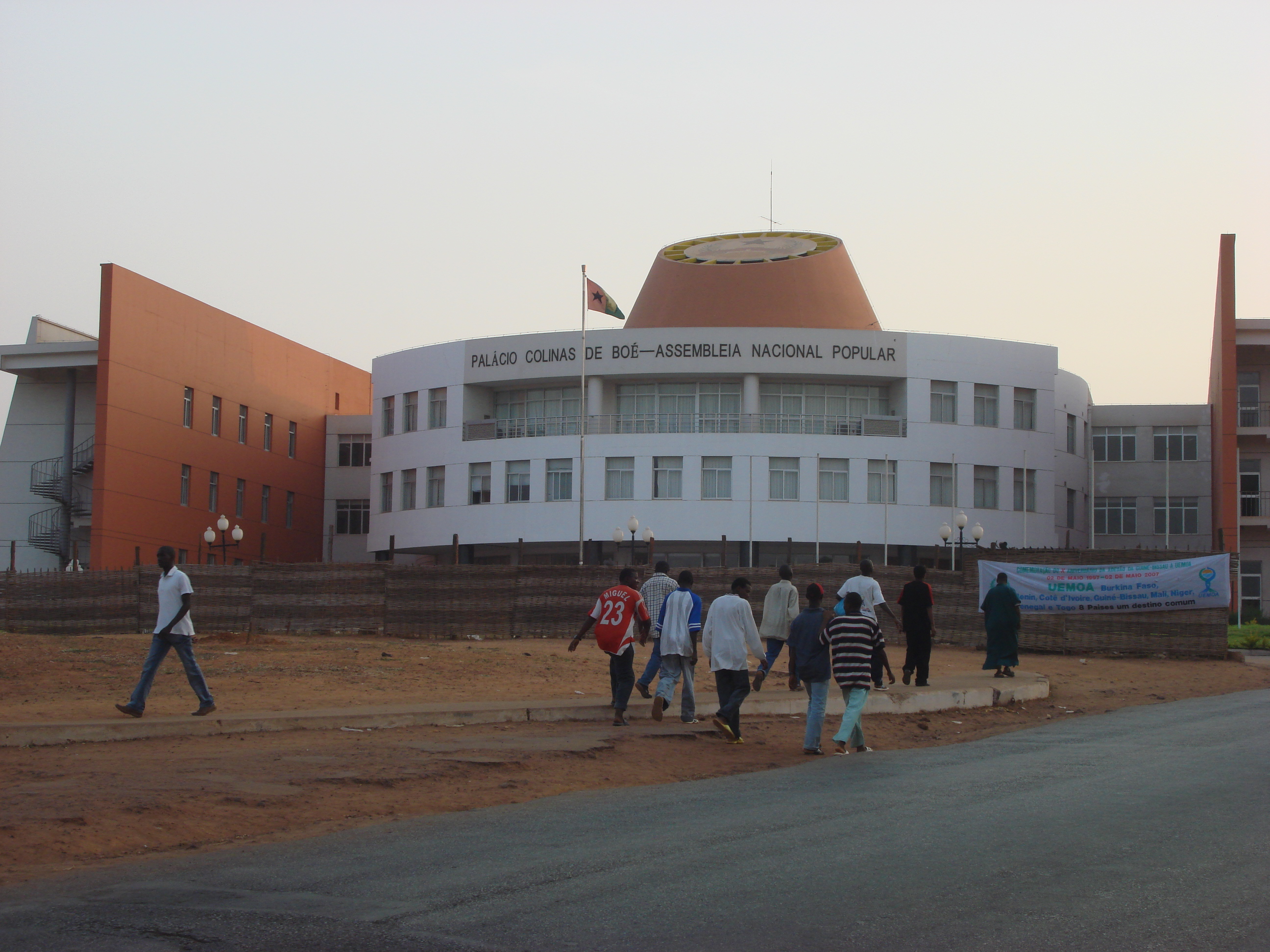
Budynek Zgromadzenia w Bissau